# Micropentila mpigi
Micropentila mpigi är en fjärilsart som beskrevs av Henry Stempffer och Bennett 1965. Micropentila mpigi ingår i släktet Micropentila och familjen juvelvingar. Inga underarter finns listade i Catalogue of Life.